# Tazovskij
Tazovskij è un villaggio (posëlok) della Russia siberiana nordoccidentale, situata nel Circondario autonomo Jamalo-Nenec; appartiene amministrativamente al rajon Tazovskij, del quale è il capoluogo.
Sorge nella parte nordorientale del Circondario autonomo, sul fiume Taz, a breve distanza dalla sua foce nel mare di Kara (estuario del Taz).

## Clima
| Tazovskij (1991-2020) Fonte: | Mesi         | Mesi         | Mesi         | Mesi         | Mesi         | Mesi         | Mesi        | Mesi        | Mesi         | Mesi         | Mesi         | Mesi         | Stagioni | Stagioni | Stagioni | Stagioni | Anno  |
| Tazovskij (1991-2020) Fonte: | Gen          | Feb          | Mar          | Apr          | Mag          | Giu          | Lug         | Ago         | Set          | Ott          | Nov          | Dic          | Inv      | Pri      | Est      | Aut      | Anno  |
| ---------------------------- | ------------ | ------------ | ------------ | ------------ | ------------ | ------------ | ----------- | ----------- | ------------ | ------------ | ------------ | ------------ | -------- | -------- | -------- | -------- | ----- |
| T. max. media (°C)           | −21,4        | −20,2        | −12,9        | −6,9         | 0,2          | 12,9         | 19,1        | 15,2        | 8,0          | −2,5         | −14,0        | −18,8        | −20,1    | −6,5     | 15,7     | −2,8     | −3,4  |
| T. media (°C)                | −25,4        | −24,2        | −17,4        | −11,4        | −3,0         | 8,8          | 14,7        | 11,4        | 4,9          | −5,2         | −17,9        | −22,8        | −24,1    | −10,6    | 11,6     | −6,1     | −7,3  |
| T. min. media (°C)           | −29,4        | −28,3        | −21,9        | −15,9        | −6,2         | 5,3          | 10,6        | 8,0         | 2,1          | −8,0         | −21,7        | −26,8        | −28,2    | −14,7    | 8,0      | −9,2     | −11,0 |
| T. max. assoluta (°C)        | 0,3 (2007)   | 1,9 (2016)   | 3,7 (2008)   | 7,1 (2011)   | 26,0 (1977)  | 31,5 (1955)  | 33,0 (1990) | 30,0 (1951) | 25,4 (2008)  | 15,9 (2009)  | 3,1 (2010)   | 3,2 (1974)   | 3,2      | 26,0     | 33,0     | 25,4     | 33,0  |
| T. min. assoluta (°C)        | −52,6 (2006) | −50,7 (1959) | −51,7 (2007) | −41,3 (1984) | −27,2 (1964) | −10,7 (1968) | 0,6 (1958)  | −2,5 (1958) | −11,8 (1998) | −33,2 (1968) | −45,9 (1949) | −51,0 (1978) | −52,6    | −51,7    | −10,7    | −45,9    | −52,6 |
| Precipitazioni (mm)          | 44           | 41           | 46           | 43           | 38           | 51           | 54          | 67          | 51           | 56           | 44           | 44           | 129      | 127      | 172      | 151      | 579   |